# Parc national de Tlemcen
 (avril 2016).
Si vous disposez d'ouvrages ou d'articles de référence ou si vous connaissez des sites web de qualité traitant du thème abordé ici, merci de compléter l'article en donnant les références utiles à sa vérifiabilité et en les liant à la section « Notes et références ».
Le parc national de Tlemcen (en arabe : الحديقة الوطنية تلمسان), est un parc national algérien, situé dans la wilaya de Tlemcen, au nord-ouest de l'Algérie.

## Géographie
C'est l'un des plus récents parcs nationaux d'Algérie. En plus des forêts d'Ifri, de Zariffet et d'Aïn Fezza, et des cascades et falaises d'El-Ourit, il abrite d'importants sites archéologiques et spéléologiques, ainsi que les ruines de Mansourah et la mosquée de Sidi Boumediene.
En 2016, les monts de Tlemcen ainsi que le parc sont reconnus réserve mondiale de biosphère par l'Unesco,.

## Faune
Le parc national de Tlemcen compte le serval, le caracal, le léopard de l' Atlas, l'autruche, le sanglier, la hyène rayée, le porc épic, le chacal, le renard, le mouflon et la gazelle dorcas[réf. nécessaire].